# Бакленд (Массачусетс)
Бакленд (англ. Buckland) — місто (англ. town) в США, в окрузі Франклін штату Массачусетс. Населення — 1816 осіб (2020).

## Демографія
Згідно з переписом 2010 року, у місті мешкали 1902 особи в 823 домогосподарствах у складі 515 родин. Було 888 помешкань
Расовий склад населення:
| - 97,1 % — білих - 0,7 % — азіатів - 0,3 % — чорних або афроамериканців - 0,2 % — корінних американців |

До двох чи більше рас належало 1,5 %. Частка іспаномовних становила 1,3 % від усіх жителів.
За віковим діапазоном населення розподілялося таким чином: 18,5 % — особи молодші 18 років, 64,7 % — особи у віці 18—64 років, 16,8 % — особи у віці 65 років та старші. Медіана віку мешканця становила 46,7 року. На 100 осіб жіночої статі у місті припадало 91,7 чоловіків;  на 100 жінок у віці від 18 років та старших — 92,3 чоловіків також старших 18 років.
Середній дохід на одне домашнє господарство  становив 63 584 долари США (медіана — 50 899), а середній дохід на одну сім'ю — 77 380 доларів (медіана — 62 375). Медіана доходів становила 52 112 долари для чоловіків та 51 544 долари для жінок. За межею бідності перебувало 10,8 % осіб, у тому числі 19,6 % дітей у віці до 18 років та 2,3 % осіб у віці 65 років та старших.
Цивільне працевлаштоване населення становило 1049 осіб. Основні галузі зайнятості: освіта, охорона здоров'я та соціальна допомога — 33,3 %, мистецтво, розваги та відпочинок — 13,9 %, виробництво — 12,2 %.